# ポンチャトゥーラ
ポンチャトゥーラ（Ponchatoula）はアメリカ合衆国ルイジアナ州の都市である。タンジパホア郡で2番目に大きい都市であり、人口は2020年国勢調査において、7,822人であった。

## 市名の由来
チョクトー族の言葉に由来すると推測される。髪を意味する「パシ」、落ちること、ぶら下がること、あるいは浮かぶことを意味する「イトゥーラ（あるいはイトーラ）」が語源であると考えられている。「ポンチャトゥーラ」は、チョクトー語で「垂れ下がった髪」を意味し、この地の多くの樹木を覆うスパニッシュ・モスを指している。
市の名前は、付近を流れる「ポンチャトゥーラ川」に因んでいる。

## 歴史
ポンチャトゥーラ市は、1850年代にミシシッピ州ジャクソンからニューオーリンズまでの鉄道がこの地域を通って建設された際に設立された。ニューオーリンズ・ジャクソン・アンド・グレートノーザン鉄道会社は、経験豊富な土木技師、ジェイムズ・B・クラーク（1809年 - 1861年）を採用し、計画された鉄道路線の測量、鉄道停車場の計画、橋梁や枕木用の木材の調達、その他鉄道建設に必要な作業を担当させた。
マンチャック湿地帯の北に未開拓の土地があることを発見したクラークは、湿地帯を抜けた最初の陸地付近にに鉄道停車場を建設した。クラークは、この1平方マイルの土地を1852年12月と1853年1月の2回に分けてルイジアナ州から購入した。彼はここを測量し、1853年に碁盤の目状の街路を設計した。東西を走る通りには在来樹木の名前が付けられ、南北を走る通りには1から9の番号が付けられた。彼、この新しい開拓地を、この地から西に数マイルを流れるポンチャトゥーラ川に因み「ポンチャトゥーラ」と名付けた。
ジェイムズ・クラークは町の区画販売を始めた。すると、間もなく近隣に数軒の商店と数十軒の家が建設された。鉄道路線という「新たな商業の道」ができたことにより、そこに入植者たちが移住し、ポンチャトゥーラは発展していった。この小さな町は、1861年2月にルイジアナ州議会によって自治体化された。その数か月後に南北戦争が勃発し、地域社会に深刻な影響を及ぼした。ポンチャトゥーラは重要な鉄道路線沿いに位置していたため、1862年9月と1863年3月にはここで戦闘が起こった。戦時下において、商店や一部の家屋は略奪され、鉄道駅は焼かれ、家畜は殺害、盗難の被害に遭った。
戦争が終結すると、鉄道線路は修復され、新たな車両基地が建設され、松林に囲まれたこの小さな町は平穏を取り戻した。その後数十年にわたり、町の人口は緩やかに増加し、製材業と農業が主要な地域産業となっていった。1900年頃、イチゴ産業が隆盛を迎え、ポンチャトゥーラはイチゴと野菜の重要な出荷拠点となった。例年春になると、多くの冷蔵貨車がイチゴを満載してポンチャトゥーラを出発し、北部の市場へと向かった。
1921年、町の南端に2つの大規模なヒノキ製材会社が進出したことでポンチャトゥーラの町は一変した。数百人規模の製材所労働者とその家族が移住し、人口増加に伴い経済は繁栄した。1920年代には、新しい市役所と消防署、新しい高校、近代的な劇場が建設され、道路や行政サービスが改善され、いくつもの新しい企業が設立された。しかし、1929年に2つの製材所が閉鎖され、世界恐慌の厳しい時代が到来すると、それまでの繁栄は終わりを告げ、経済の衰退は、全米的規模の経済危機を反映して、1930年代を通じて続いた。一方、世界恐慌の時期にポンチャトゥーラの経済を支える役割を果たしたのは、イチゴ産業の隆盛と、閉鎖された製材所跡地の一つに新たな開業したヒノキ製材会社であった。
第二次世界大戦中、ポンチャトゥーラは積極的に戦争遂行を支援した。地元の男女数百人が軍隊に入隊し、戦時国債の募金活動やスクラップ回収活動を始め、戦争関連の活動が行なわれた。地元の児童が主導したスクラップ回収活動では、兵器の製造に必要な大量の鉄が調達された。太平洋上で使用された石油タンカー船が「USSポンチャトゥーラ」と名付けられたことで、地域社会の戦争遂行への多大な貢献は海軍によって認められている。この船は戦後解体されたが、1950年代にはより大型で新しい石油タンカー船が建造され、「USSポンチャトゥーラ」と名付けられた。この新造船は長年に渡り使用されている。
ポンチャトゥーラは戦後も成長を続け、経済はより多様化し、それに伴いイチゴ産業や製材業の占める割合は相対的に低くなっていった。
近年、ポンチャトゥーラは趣きのある歴史的な地区を有する観光地として人気が高まり、「アメリカのアンティーク・シティ」に指定された。毎年4月には、何千人もの観光客が訪れる有名なイチゴ祭り（Strawberry Festival）が開催されている。

### 20世紀初頭

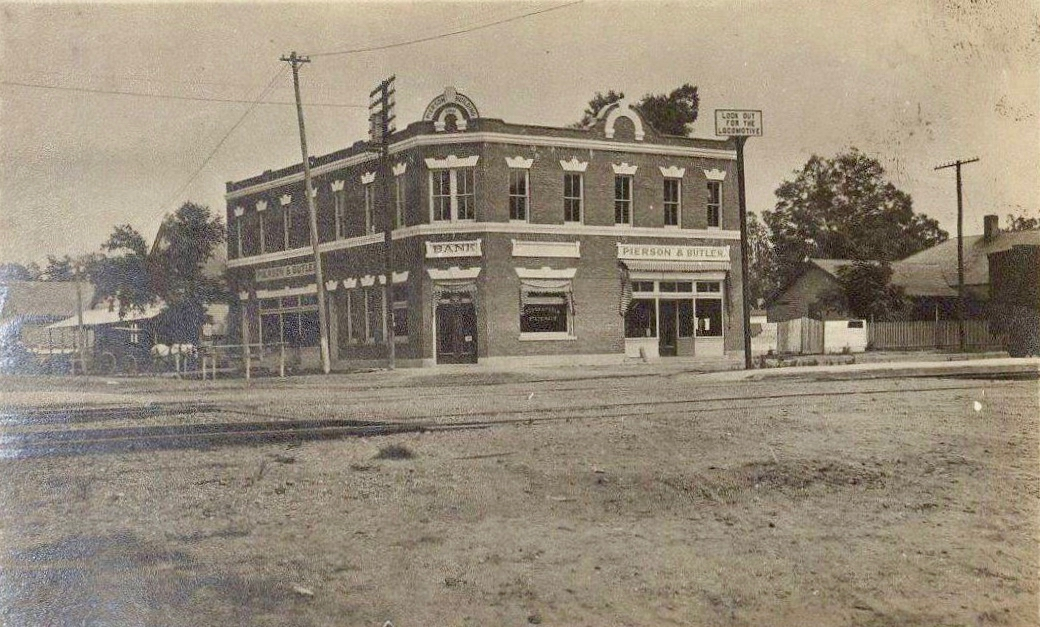
ポンチャトゥーラ銀行（1912年）

南北戦争中に破壊された鉄道停車場は1895年に再建され、この地域は南北戦争からの復興に向けて歩み出した。20世紀初頭、ポンチャトゥーラは製材業中心の産業から農業の町へと変貌を始めた。増加する人口に対応するため、商店、銀行、レストランが建設され、メイン・ストリートには美しいレンガ造りの建物が立ち並ぶようになった。地元農家が栽培していた主な作物はイチゴだった。イチゴ産業の最盛期のこの時代の主要な農家であった多くの家族の名字が、市庁舎前の大きな銘板に刻まれている。

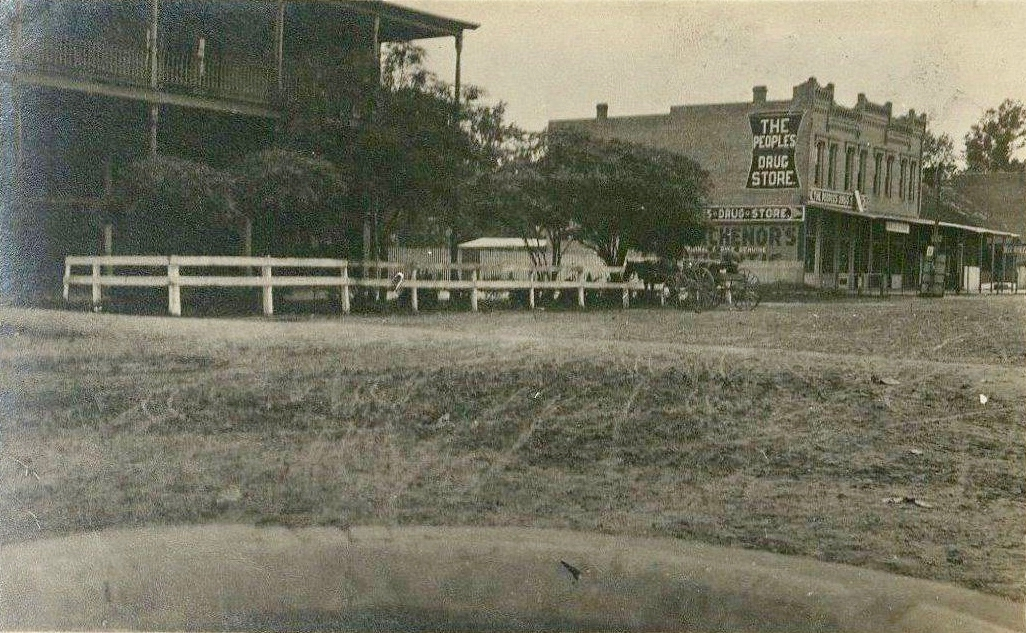
ピープルズ・ドラッグ・ストア（1912年）

## 地理
ポンチャトゥーラは標高26フィート (7.9 m)に位置している。アメリカ合衆国国勢調査局によると、市の総面積は4.2平方マイル (11 km2)であり、全て陸地である。
ポンチャトゥーラは、州間高速道路55号線とルイジアナ州道22号線沿いに位置し、ニューオーリンズとバトンルージュから等距離にある。1900年代初頭、ポンチャトゥーラはニューオーリンズへ陸路で行ける2つ路線の1つであり、「ニューオーリンズの玄関口」と称されていた。

## 人口動態
| Race                                             | Number | Percentage |
| ------------------------------------------------ | ------ | ---------- |
| 白人（非ヒスパニック）                           | 4,799  | 61.35%     |
| 黒人またはアフリカ系アメリカ人（非ヒスパニック） | 2,267  | 28.98%     |
| ネイティブ・アメリカン                           | 32     | 0.41%      |
| アジア人                                         | 52     | 0.66%      |
| 太平洋諸島系                                     | 3      | 0.04%      |
| その他/混血                                      | 308    | 3.94%      |
| ヒスパニックまたはラテン系                       | 361    | 4.62%      |

2020年の国勢調査の時点で、市には7,822人、2,863世帯、1,726家族が暮らしている。

## 教育
公立学校はタンジパホア郡教育システムによって運営がなされている：
- ポンチャトゥーラ高等学校（ポンチャトゥーラ近郊）
- ポンチャトゥーラ中学校
- マーサ・ヴィンヤード小学校（ポンチャトゥーラ近郊）
- D.C.リーヴス小学校
- タッカー小学校
- ペリン・アーリー・ラーニング・センター

## 観光名所、見どころ
ポンチャトゥーラ市では、例年4月にルイジアナのイチゴ祭りを、また秋にはオクトーバーフェストを開催している。
この町は、パイン・ストリート（ルイジアナ州道22号線）沿いに多くのアンティーク・ショップが軒を連ねていることで知られており、年を通じて営業している。ポンチャトゥーラ商業歴史地区の建物のうち11棟は歴史的に重要な建造物とされ、国家歴史登録財に登録されている。ポンチャトゥーラは小規模な市ではあるが、観光名所として著名なサウスダコタ州のウォール・ドラッグからポンチャトゥーラが何マイル離れているかを示す標識が郊外に設置されているなど、多くの見どころがある。
ハードハイドから国道22号線を渡ったところに、コリンズウッド・スクール博物館がある。ここは以前は、一教室しかない小さな校舎だったところで、地元の工芸品やキルトが展示されている。博物館と線路の間には、ストロベリー・トレインが停車している。これは蒸気機関車と客車が1両ずつ連結された列車で、ロープで囲われており、子供たちが安全に機関車と客車に乗り込むことができるようになっている。
国道22号線と線路が交差する地点にある商工会議所では、ポンチャトゥーラと周辺の地域に関する情報を得ることができる。

### イチゴ祭り
初めてのイチゴ祭りは1972年4月にノース・シックス・ストリートの1つ目のブロックで開催され、ポンチャトゥーラ青年会議所とポンチャトゥーラ商工会議所が共同でスポンサーとなった。この最初のフェスティバルは小規模なものであり、11ブースがあるのみであった。これは2日間のイベントで、サウスイースタン・ルイジアナ大学とウィスコンシン州立大学ミルウォーキー校が対戦する野球の試合で開始となった。今日ではこのフェスティバルは、例年30万人規模の集客を見込む州内でも有数規模のイベントとなっている。
農業がもはや町を支えるだけの利益を生み出さなくなっていた状況から、1980年代に地元経済は観光産業に軸足を移している。当時の市長はかつて企業が入居していた物件にアンティーク・ショップを開店するという計画を策定した。今日でもその当時開店したショップが6店営業中である。このことにより、ポンチャトゥーラは、「アメリカのアンティーク・シティ」という愛称で呼ばれるようになった。

## 政治
町は市長・議会制を採用しており、市長裁判所が設置されている。裁判所の管轄は市長ではなく判事である。

## 著名な人々
- トレヴァンテ・ローズ（1990年 -  ）、俳優、元陸上競技選手[11]
- アーマ・トーマス（1941年 -  ）、R&B歌手[12]
- アール・ウィルソン (1934年 - 2005年）、野球選手[13]
- ミーガン・リンジー（1985年 -  ）、シンガーソングライター、元スティール・マグノリア[14]